# Wezenzondag
Wezenzondag is de naam van de zondag die tussen Hemelvaartsdag en Pinksteren ligt. In het Latijn wordt deze zondag ook Exaudi (verhoor) genoemd. De naam wezenzondag is ontstaan doordat men in de liturgie op de veertigste dag na Pasen gedenkt en viert dat Jezus naar de hemel gegaan is. Zijn leerlingen voelden zich verlaten, zoals een wees zich ook verlaten kan voelen. Op de vijftigste dag viert men Pinksteren waarmee men de uitstorting van de Heilige Geest gedenkt. Centrale tekst uit de bijbel is Johannes 14:18: Ik laat jullie niet als wezen achter, ik kom bij jullie terug.
Deze zondag ligt tussen het vertrek van Jezus en de komst van de Heilige Geest, vandaar de naam Wezenzondag.